# إكسورة بيضاء
إكسورة بيضاء (الاسم العلمي:Ixora alba) هي نوع من النباتات يتبع جنس الإكسورة من الفصيلة الفوية.